# Коайе, Генриетта
Генриетта Коайе (англ. Henriette Coyet, полное имя Hilda Eleonore Henriette Dorotée Amelie Coyet, урождённая Седерстрём; 1859—1941) — шведская баронесса (фрайфрау), деятель культуры, писатель, меценат.
Владелица замка Торуп, написала объёмную книгу об истории этого замка, которая вышла в роскошном оформлении.

## Биография
Родилась 16 марта 1859 года в Хельсинборге в семье генерал-лейтенанта, барона Клааса Арвида Брора Седерстрёма.

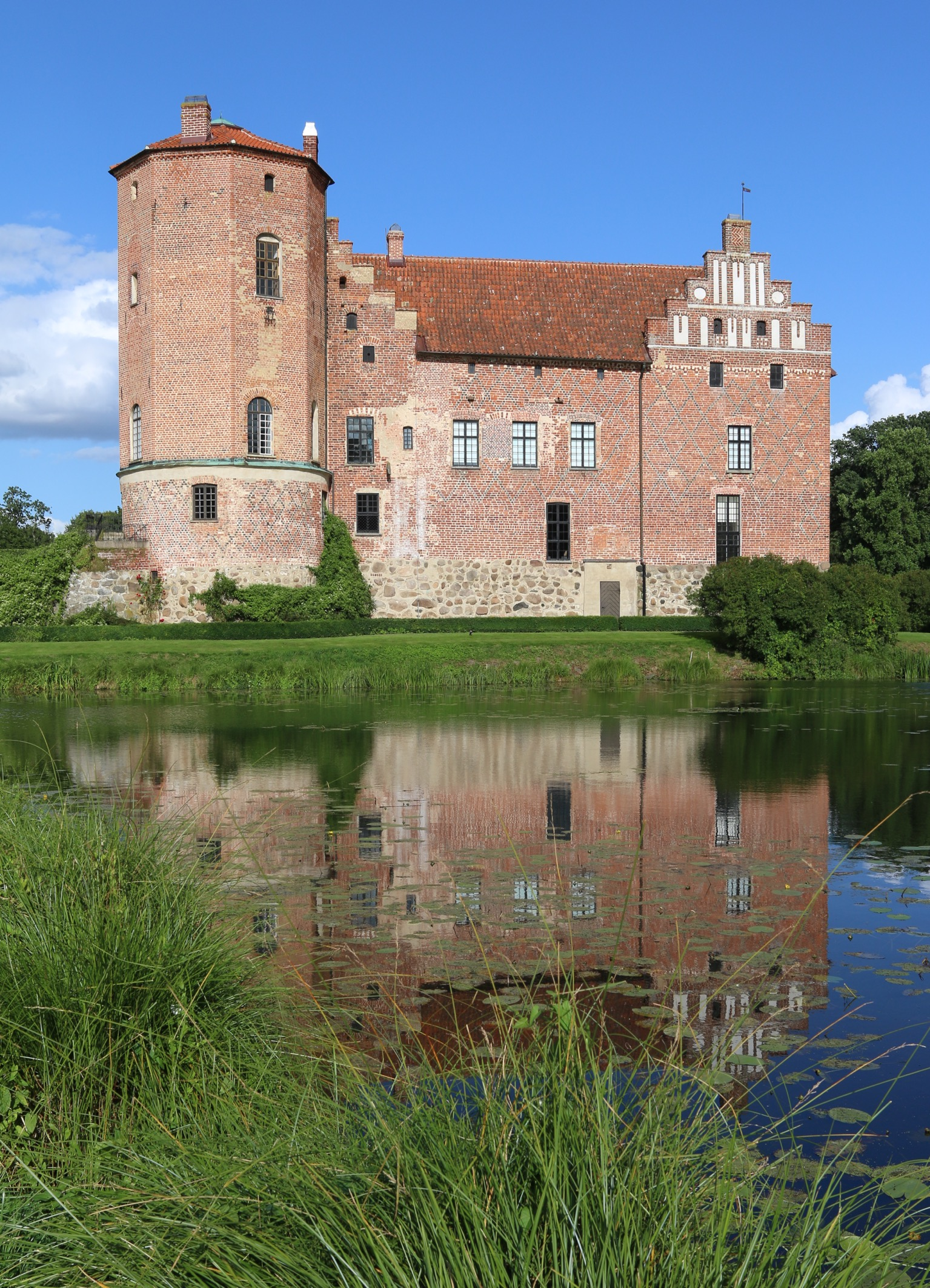
Замок Торуп в 2017 году

В 1884 году вышла замуж за будущего придворного маршала Гёста Коайе. С этого года стала правительницей замка Торуп (построен Гёрвель Фадерсдоттер в середине XVI века), её называли «некоронованной королевой Сконе». Её муж умер в 1924 году и до конца своей жизни Генриетта жила в замке, ведя активный образ жизни и превратив его в некий культурный центр. Замок был тщательно отреставрирован, его двор уменьшили, а каретник преобразовали в библиотеку.
В 1921—1939 годах Генриетта Коайе возглавляла местный совет района Бара на юго-западе Сконе. Она интересовалась и дорожила народной культурой, разрешала горожанам находиться в лесах вокруг замка. Замковый парк летом тоже был открыт для посетителей — праздники и культурные мероприятия в нём привлекли тысячи посетителей.
Генриетта интересовалась ремеслами, особенно техникой Flamskväv, собрала большой коллекцию народных ремёсел округа Мальмёхус, возглавляла ряд комитетов по культуре этого лена, участвовала в правлении Стокгольмской выставки 1930 года. После окончания Первой мировой войны она возглавляла «Комитет Красного Креста по приему немецких и австрийских детей войны» в провинции Сконе. Также была одним из основателей Научного общества в Лунде и членом первого совета.

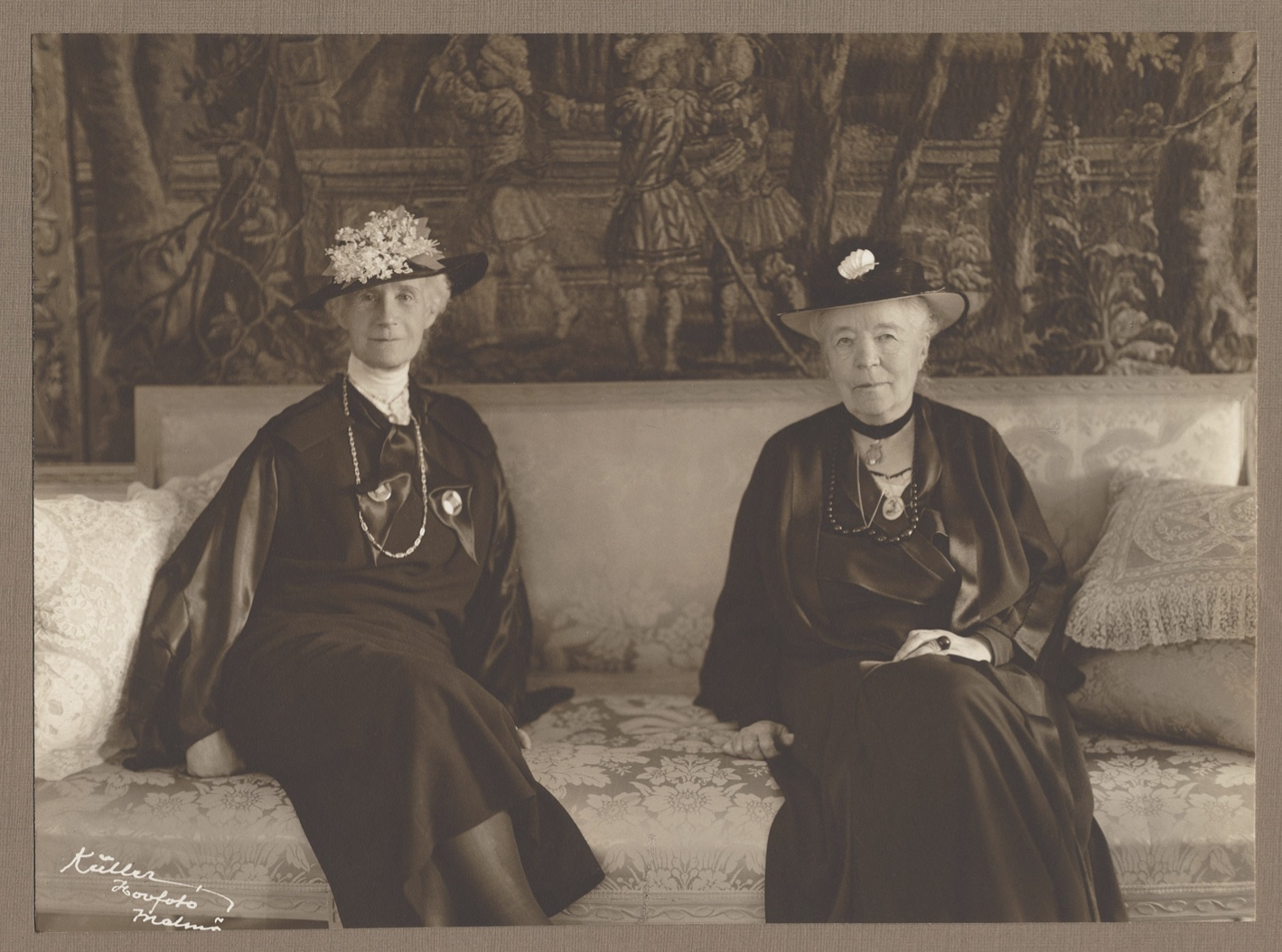
Генриетта Коайе и Сельма Лагерлёф

Генриетта Коайе опубликовала несколько книги по текстильному ремеслу Сконе и о собственном ландшафтном саду: Skånsk hembygdsslöjd (1922), Textil allmogeslöjd (1923) и Burlövs örtagård (1926). Вместе с Эббой Биллинг она была редактором капитального труда Gammal allmogeslöjd från Malmöhus län utgiven af länets hemslöjdsförening, который был опубликован в девяти томах в 1915—1925 годах.
Близкая подруга Генриетты Койе — шведская писательница Сельма Лагерлёф, несколько раз посещала замок Торуп. Замок и его владелица упоминаются в песне «Skånska slott och herresäten», исполняемой Эдвардом Перссоном.
Умерла 28 августа 1941 года.